# Distrito de Arlon
El Distrito de Arlon (en francés: Arrondissement d'Arlon; en neerlandés: Arrondissement Aarlen) es uno de los cinco distritos administrativos de la Provincia de Luxemburgo, Bélgica. Posee la doble condición de distrito administrativo y judicial. También forman parte de distrito judicial de Arlon, los municipios del vecino distrito de Virton.

## Lista de municipios
- Arlon
- Attert
- Aubange
- Martelange
- Messancy

- Datos: Q93816